# Breda Ba.65
Breda Ba.65 – włoski samolot szturmowy produkowany w latach 1935–1939 przez włoskie przedsiębiorstwo Breda.

## Historia
Generał i as myśliwski okresu I wojny światowej Amadeo Mecozzi stworzył własną teorię użycia lotnictwa, polegająca na atakowania celów militarnych na linii frontu. Zastosował to praktycznie będąc dowódcą dywizjonów myśliwskich i używając górnopłatów Fiat-Ansaldo Ac.2 i Ac.3 oraz ich następców dwupłatowców Fiat CR.20. W 1933 roku zaproponował firmie Breda opracowanie samolotu szturmowego (Assalto). Propagował idee wykorzystania samolotu myśliwskiego do bombardowań z niskiego pułapu. Samolot ten służyłby do bezpośredniego wsparcia nacierających wojsk lądowych. Uderzenia z lotu na niewielkiej wysokości mogłyby być zdecydowanie bardziej precyzyjne niż klasyczne bombardowania przy użyciu bombowców, dzięki temu pojedynczy samolot mógłby zdecydowanie szybciej i efektywniej wspierać atakującą piechotę i niszczyć cele punktowe znajdujące się na drodze natarcia. Dzięki swojemu uporowi Mecozzi stworzył pierwszą w wojskowym lotnictwie włoskim jednostkę szturmową: 2 października 1931 roku utworzono 7° Gruppo Autonomo Aeroplani d'Assalto. W dalszej kolejności zbudowano pierwszy samolot szturmowy, który został przyjęty na wyposażenie Królewskich Sił Powietrznych (Regia Aeronautica), Caproni A.P.1.

### Breda Ba.64
W 1933 roku rozpoczęto realizacje kolejnego projektu samolotu szturmowego oznaczonego jako Breda Ba.64. Nowa maszyna miała na celu przede wszystkim sprawdzenie w praktyce przyjętych założeń jakie powinien spełniać samolot szturmowy.  Dwa prototypy zostały zbudowane i oblatane w 1934 roku. Aby można było wybrać jak najlepszy wariant, pierwszy był jednomiejscowy, a drugi zabierał dodatkowo obserwatora dysponującego karabinem maszynowym kalibru 7,7 mm. Uzbrojenie ofensywne składało się z czterech karabinów maszynowych 7,7 mm w płacie i czterech bomb po 100kg pod płatem lub 12 bomb po 5 kg w komorze bombowej. Prototypy samolotu Ba.64 wyposażono w silniki Bristol Pegasus produkcji Alfa Romeo o mocy 515 kW (700 KM). Dwumiejscowe maszyny seryjne otrzymały silnik Alfa Romeo 125 RC35 o mocy 478 kW (650 KM), ponieważ lotnictwo włoskie chciało mieć zarówno bombowiec, samolot wsparcia, jak i samolot rozpoznawczy. Efekt był taki, że ze 150 zamówionych egzemplarzy zbudowano w roku 1936 tylko 42 sztuki. Były one używane do roku 1939, kiedy przerobiono je na jednomiejscowe. Użyto ich bojowo na terenie Afryki w latach 1941-1942.

### Ba.65/K.14
Mecozzi nie był zadowolony z osiągniętych efektów. Assalto powinien być samolotem jednoosobowym, zdolnym do przenoszenia niewielkiego ładunku bomb, ale z silnym uzbrojeniem strzeleckim i silnikiem o dużej mocy, pozwalającym na nawiązanie równorzędnej walki z myśliwcami. Innego zdania było Ministerstwo Wojny, które chciało samolotu dwuosobowego, mogącego poza zadaniami szturmowymi wypełniać rolę samolotu obserwacyjnego. Wersją rozwojową Ba.64 był dwumiejscowy Ba.65. Prototyp z numerami MM. 325 wykonał pierwszy lot we wrześniu 1935 roku a 27 października tego samego roku maszynę przekazano wojsku do dalszych prób. Jak na tamte czasy był to nowoczesny, całkowicie metalowy dolnopłat, napędzany czternastocylindrowym silnikiem gwiazdowym Isotta Fraschini K.14 o mocy maksymalnej 646 kW (878 KM) (był to licencyjny silnik francuski Gnome-Rhone K-14). Miało to pozwolić na zwiększenie osiągów przy wzroście masy. Uzbrojenie ofensywne samolotu składało się z dwóch karabinów maszynowych 12,7 mm i dwóch 7,7 mm w płacie oraz 400 kg bomb w kadłubie. Uzbrojenie obronne stanowił karabin maszynowy 7,7 mm. Podwozie było chowane mechanicznie w gondole pod płatem. Samolot ten był szybszy od standardowego włoskiego myśliwca CR.32, mógł też wykonywać pełną akrobację. Przewidywano dla niego rolę myśliwca. Po zmianie zamykanego stanowiska obserwatora na otwarte prototyp w czerwcu 1936 roku rozpoczął próby wojskowe. Po przeróbce oszklenia kabiny i dodaniu slotów lotnictwo przyjęło samolot do uzbrojenia. Między lutym i lipcem 1937 roku zbudowano 81 maszyn od MM.75081 do MM.75161.

### Ba65/A.80
Samoloty seryjnie dostosowano do zabierania 1000-kilogramowych bomb. Samolot pomimo początkowych przychylnych opinii pilotów okazał się być źródłem nieustających kłopotów i problemów. Narzekano na zbyt dużą prędkość podchodzenia do lądowania, niewystarczającą widoczność przez przedni wiatrochron, utratę siły nośnej przy zwrotach. Samolot okazał się przeciążony, zwłaszcza w konfiguracji dwuosobowej. W początkowym okresie użytkowania samolotu doszło do wielu katastrof gdyż pilotujący Ba.65, latający do tej pory na samolotach ze stałym podwoziem, zapominali je wysunąć podczas podchodzenia do lądowania. Sytuację zmieniło zamontowanie nowego silnika Fiat A.80 R.C.41 o mocy 735 kW (1000 KM), które wydłużyło konstrukcje o 36 cm. Napędzane nim samoloty produkowano od stycznia do września 1938 roku. Zastosowano w nich ponadto hydrauliczny mechanizm chowania podwozia. Prawostronny ruch obrotowy śmigła zrównoważono skracając prawy płat o 20 cm.
Problemy z otwieraniem drzwi komory bombowej w czasie ataku rozwiązano wycinając w drzwiach otwory na bomby. Maszyny ciągle powstawały jako dwumiejscowe z łatwością przebudowy na jednomiejscowe. Zakłady Breda zbudowały 80 egzemplarzy Ba.65/A.80 o numerach ewidencyjnych od MM.75163 do MM.75242, w okresie od stycznia do września 1938 roku, a zakłady Caproni zbudowały dwie serie: 39 samolotów o numerach od MM.75243 do MM.75281 i 18 MM.75282 do MM.75299 w okresie od lipca 1938 do kwietnia 1939 roku. Powstało w sumie 137 samolotów w tej wersji, w tym sprzedanych 25 do Iraku i Portugalii.
Sześć maszyn wysłano w październiku 1938 roku do Hiszpanii w celu sprawdzenia ich przydatności. Łącznie na front trafiło 10 samolotów napędzanych nowym silnikiem. Walory bojowe próbowano poprawić przez dodanie wieżyczki typu L z karabinem maszynowym 7,7 mm. Kiedy okazało się, że stawia ona bardzo duży opór, zastąpiono ją wieżyczką typu M, jednak testy ponownie nie wypadły pomyślnie. Ostatecznie samoloty produkowane od kwietnia 1939 roku otrzymały owiewkę otwartego stanowiska obserwatora. Ta wersja nosiła oznaczenie Ba.65.bis. Jednocześnie w kwietniu roku 1939 rozpoczęto przebudowę wszystkich samolotów na jednomiejscowe. Wcześniej część maszyn sprzedano do kilku państw. Kiedy Włochy przystępowały do wojny, w służbie były 154 samoloty, lecz tylko 12 z nich nadawało się do użycia. W pierwszym okresie walk w Afryce wykorzystywano głównie samoloty z silnikami Fiata, ponieważ silnik K.14 nie był przystosowany do użytku w warunkach pustynnych. Łącznie zbudowano 217 egzemplarzy seryjnych.

### Ba.65 w Iraku
W 1937 roku podpisano kontrakt na piętnaście samolotów Ba.65 i sześć Savoia-Marchetti SM.79B. Maszyny dostarczono w 1938 roku wcielono na wyposażenie 5. Dywizjonu Royal Iraqui Air Force. W trakcie rewolucji w roku 1941, samoloty wzięły udział w walkach z Brytyjczykami. Szczególna aktywność odznaczona podczas oblężenia bazy lotniczej w Habbanija. W wyniku nalotów RAF-u, braku odpowiedniego serwisu i części w ciągu tygodnia irackie lotnictwo straciło wartość bojową.

### Ba.65 w Chile
Misja wojskowa z Chile w 1937 roku zakupiła 20 samolotów Ba.65 i 9 Nardi 305. Wybrano wersję jednomiejscową i szkolną dwumiejscową. Wszystkie maszyny dotarły na statkach 14 grudnia 1938 roku. W marcu 1939 roku sformowano dywizjon Gruppo No. 4. W czasie eksploatacji stracono dwa samoloty w katastrofach: 13 września zginął por. Fernando Traub i 3 listopada por. Ramon Oritz, a 31 października spłonął trzeci samolot. Trudności w nauką pilotażu nowych samolotów zmusiły Chile do prośby o wymianę samolotów na dwupłatowe Fiaty CR.32. Z powodu przystąpienia Włoch do wojny nie doszło do wymiany. Samoloty używane były do końca 1941 roku, a następnie wymienione na samoloty amerykańskie.

### Ba.65 dla Chin
W 1935 prowadzono rozmowy z rządem w Nankinie odnośnie do budowy Chińsko-Włoskiej Państwowej Wytwórni Samolotów. Warunkiem było montowanie amerykańskich silników Pratt&Whitney. Z powodu wysokich kosztów modyfikacji uzgodniono jednak włoskie silniki Fiat A.80, a po ponownej próbie namowy na amerykański napęd, wybudowano fabryka została zbombardowana przez japońskie lotnictwo. Włoski rząd wycofał swój personel i plany budowy samolotów Chinach zniknęły.

### Ba.65 w Hiszpanii
Włosi wsparli stronę frankistowską wysyłając korpus ekspedycyjny. Głównym zadaniem miało być zwalczanie szybkich bombowców Tupolew SB-2. Samoloty dostarczano w dwóch rzutach: 28 grudnia 1936 roku  4 maszyny i 8 stycznia 1937 roku 8 maszyn i uzbrojono w nie 65. Squadriglia. Jednostka do działań bojowych weszła w sierpniu pod dowództwem kpt. Desiderio. Jednostka brała udział w bitwie o Teruel pod dowództwem kpt. Fanali. Używana bojowa końcem 1937 do nalotów w cele naziemne. W marcu 1938 roku wysłano w celach uzupełnień 4 dodatkowe samoloty. Utracono do tej chwili 1 samolot w katastrofie i 2 zestrzelone. W sierpniu i wrześniu dotarło ostatnie uzupełnienie w postaci 6 samolotów. Utracono jeszcze jedną maszynę w walkach o Mont Meneu. Od lutego 1938 roku aktywność jednostki zupełnie zmalała. W czasie wojny samoloty wylatały 2317 godzin. Wykonano 1921 lotów bojowych w tym: 701 patroli i osłon, 368 ataków szturmowych, 63 rozpoznania, 59 bombardowania nurkowe, 25 bombardowania z wysokości i 721 innych lotów. Po zakończeniu działań pozostało 11 maszyn (1 utracona w katastrofie). W maju 1939 wycofano włoski kontyngent, a pozostałe samoloty przekazano Hiszpanii, gdzie służyły do 1942 roku.

### Ba.65 we Włoszech
W samoloty wyposażono dwa pułki szturmowe. 5. oraz 50. Stormo Assalto tworzących razem 5. Brigada Aerea dowodzoną przez Amadeo Mecozziego. W 1938 roku zginęło aż ośmiu pilotów co spowodowało uziemienie samolotów, a aktywność zmniejszono do podtrzymania nawyków pilotażowych. W kwietniu 1939 roku przebudowano samoloty na jednomiejscowe. 5. Stormo Assalto zostało przezbrojone w 1939 roku w Breda Ba.88, a 50. Stormo Assalto przeniesiono do Libii. W czerwcu 1940 roku włoskie lotnictwo posiadało 154 samoloty w tym: 12 sprawnych, 19 w naprawach, 13 w gotowości bojowej i 110 zmagazynowanych.
W dniu przystąpienia Włochów do wojny w Afryce było 83 samoloty Breda Ba.65, ale większość była niezdatna do lotu lub nie na stanie samej jednostki bojowej. Pierwsze akcje bojowe wykonano 15 czerwca atakując pojazdy w rejonie Sollum. 26 lipca powstrzymano brytyjski atak w rejonie Sidi Rezegh niszcząc samochody pancerne z 11. Pułku Huzarów. 4 sierpnia formacja sześciu samolotów zaatakowała pojazdy opancerzone w Bir Sheferzen, lecz utracono dwie maszyny w wyniku napotkania czterech Gladiatorów.
12 września zderzyły się dwa samoloty ze sobą przez co oba spisano ze stanu. 15 września podczas ataku w rejonie Bier El Kraigt Brytyjczycy ogniem z ziemi zestrzelili 3 samoloty i 1 uszkodzili. 8 października 11. Pułk Huzarów będąc atakowany zestrzelił maszynę kpt. Dell'Oro. 18 października zaplanowany atak na Siwa musiał zostać odwołany z powodu kłopotów z silnikami i utraty samolotu w wypadku. Ponowiono akcję 7 listopada.
W czasie 8 miesięcy walk wykonano 542 loty bojowe, tracąc w wyniku zestrzeleń 13 samolotów i sporą część wyniku katastrof i wypadków. 10 i 11 lutego 1941 roku na Sycylię ewakuowano osiem samolotów, a pozostałe zniszczono lub uszkodzono.

## Wykorzystanie bojowe
Na początku 1937 roku Ba.65 trafiły na front hiszpańskiej wojny domowej, w kwietniu przybyły pierwsze cztery samoloty. Łącznie dwanaście maszyn weszło w skład 65a Squadriglia Autonoma di Assalto pod dowództwem kapitana Vittorio Desidero. Od razu dały o sobie znać kłopoty z silnikiem K 14. W czerwcu stracono pierwszą Bredę na skutek błędu pilota podczas podchodzenia do lądowania. W sierpniu Ba.65 zestrzelił republikański SB-2. Pod koniec roku jednostka weszła w skład XXXV Gruppo Autonomo Misto. W styczniu 1938 roku do Hiszpanii przybyły cztery nowe samoloty.
W czerwcu samoloty brały udział w walkach nad rzeką Ebro, gdzie dokonywały nalotów z lotu nurkowego. We wrześniu tego samego roku w użyciu było już tylko osiem Ba.65. Po zakończeniu działań wojennych wszystkie znajdujące się w Hiszpanii samoloty zostały przekazane hiszpańskiemu lotnictwu, które wykorzystywało je w swojej Akademii Sił Powietrznych w Leon do 1946 roku. Podczas walk w Hiszpanii 65a Squadriglia wykonała 1921 lotów bojowych, w tym 368 ataków szturmowych, 59 ataków w locie nurkowym, trzy Ba.65 zostały zestrzelone przez nieprzyjacielskie myśliwce, jeden strącony przez artylerię przeciwlotniczą a sześć utracono w wypadkach.  Chociaż podczas walk wykazały się dużą skutecznością, to ich silniki zupełnie nie nadawały się do eksploatacji w warunkach bojowych. Po części było to wynikiem lotów przy maksymalnym obciążeniu maszyn. Samoloty niewiele lepiej spisywały się we Włoszech, gdzie po kilku miesiącach, pod koniec 1937 roku tylko 20 z nich było wciąż zdolnych latać.

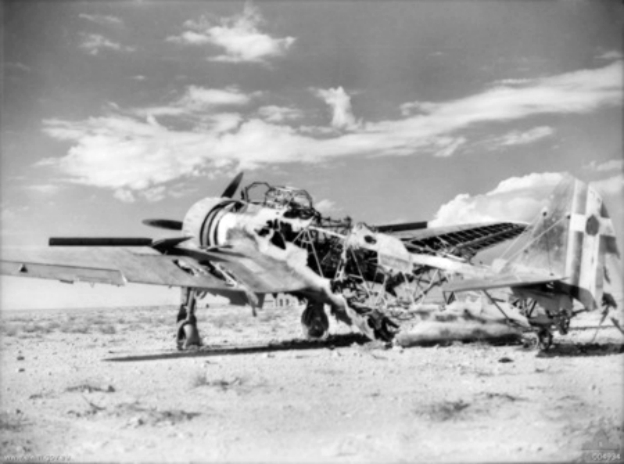
Zniszczony Ba.65 w Libii, 1940 r.

Po rozpoczęciu walk w Afryce Ba.65 (jedenaście sprawnych samolotów) była na wyposażeniu 159a Squadriglia z 12° Gruppo wchodzącej w skład 50° Stormo d'Assalto stacjonującej nieopodal Trypolisu. 13 czerwca 1940 roku Ba.65 wykonały swój pierwszy lot bojowy atakując brytyjskie kolumny zaopatrzeniowe. Kolejny raz dały o sobie znać problemy z silnikami, nieprzystosowanymi do pracy w afrykańskich warunkach. Pod koniec czerwca do Afryki trafiło siedemnaście maszyn, które trafiły do 150a Squadriglia, 160a Squadriglia, 167a Squadriglia i 168a Squadriglia.
13 września 1940 roku marszałek Rodolfo Graziani zaatakował wojska brytyjskie w Egipcie a trzy dni później, 16 września Włosi zajęli miasto Sidi Barrani. W walkach o miasto brały udział Bredy atakując pozycje nieprzyjaciela, tracąc cztery samoloty. W grudniu rozpoczęła się Operacja Compass, brytyjskie przeciwnatarcie, które wyparło Włochów z zajmowanych pozycji jednak 9 grudnia, maszyny z 50° Stromo Assalto swoimi atakami zatrzymały marsz brytyjskiej 7 Dywizji Zmechanizowanej. Podczas walk stracono 11 samolotów, w sumie podczas działań wojennych w Afryce utracono wszystkie Ba.65.

## Inni użytkownicy
W 1937 roku piętnaście Ba.65 zakupił Irak, maszyny zostały użyte podczas walk w 1941 przeciwko wojskom brytyjskim, w wyniku działań bojowych utracono 10 maszyn. W tym samym roku właścicielem dziesięciu Ba.65 została Portugalia, niestety problemy techniczne sprawiły, że w 1941 roku maszyny zostały wycofane ze służby linowej. W 1938 roku 20 samolotów trafiło do Chile i również tu kłopoty techniczne jakie sprawiał samolot, zaowocowały prośbą Chile o wymianę Ba.65 na samoloty Fiat CR.32, wybuch wojny pokrzyżował te plany.